# کشتن بنو اونه‌زورگ

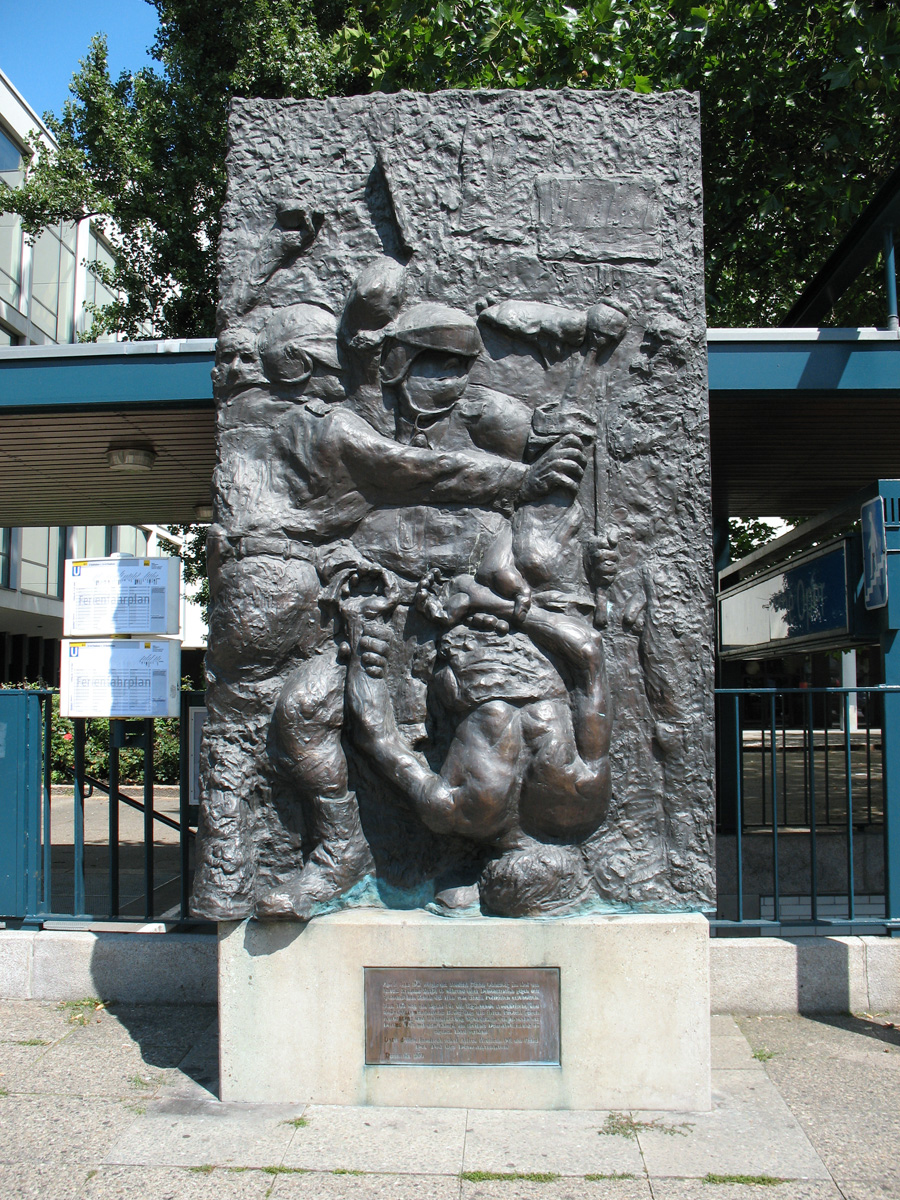
نقش برجسته مرگ تظاهرکننده اثر آلفرد هرلیکا به یاد بنو اونه‌زورگ در برابر اپرای برلین

بنو اونه‌زورگ (۱۵ اکتبر ۱۹۴۰ – ۲ ژوئن ۱۹۶۷) دانشجوی آلمانی بود که در جریان تظاهراتی علیه سفر محمدرضا شاه پهلوی به آلمان غربی در دوم ژوئن ۱۹۶۷ در برلین غربی کشته شد.
او در هانوور به دنیا آمده بود و دانشجوی رشته زبان‌های رمانس و مطالعات فرهنگی آلمانی بود. همسرش هنگام مرگ او نخستین فرزندشان را باردار بود. تظاهرات ژوئن ۱۹۶۷ نخستین تظاهراتی بود که او در آن شرکت می‌کرد. قاتل او افسر پلیس آلمان غربی به نام کارل-هاینز کوراس بود. کوراس در دو نوبت محاکمه از مسئولیت مرگ اونه‌زورگ تبرئه شد. در سال ۲۰۰۹ اعلام شد که کوراس در همان زمان مأمور غیررسمی اشتازی و عضو حزب اتحاد سوسیالیست آلمان شرقی بود، هرچند پرونده‌های اشتازی چیزی درباره مأموریت او به قتل اونه‌زورگ نشان نمی‌دهد و انگیزه این قتل هنوز نا روشن است. کوراس در سال ۲۰۱۴ درگذشت.
کشته شدن اونه‌زورگ و تبرئه کوراس موجی از نارضایتی در میان جوانان آلمان و اروپا ایجاد کرد و تظاهرات و اعتراض‌ها به بحران سال ۱۹۶۸ منجر شد. در ادامه این نارضایتی‌ها در آلمان گروهی به نام جنبش دوم ژوئن تشکیل شد که به چند عمل تروریستی و آدم‌ربایی دست زد.